# Малък Енисей
Ма̀лък Енисѐй или Ка Хем (на руски: Малый Енисей; на тувински: Каа-Хем) е река в Монголия, аймак Хьовсгьол и Азиатската част на Русия, Република Тува лява съставяща на река Енисей. Дължината ѝ е 615 km заедно с реките Кизил Хем и Шишгид Гол.
Относно течението на реката има две версии: Първата версия (виж Государственный водный реестр России в източниците) се придържа към твърдението, че за начало на Малък Енисей трябва да се приеме река Балъктъг Хем (377 km), която води началото си от хребета Сенгилен, протича през Тере-Холската котловина и при 238 km на река Малък Енисей (Ка Хем) приема идващата отдясно река Кизил Хем и двете заедно дават началото на същинската река Малък Енисей. По този начин цялото течение на река Малък Енисей се намира на руска територия и е с дължина 563 km. Втората версия (виж Большая Советская Энциклопедия в източниците) твърди, че за начало на Малък Енисей се приема река Шишгид Гол, водеща началото си от хребета Улаан Тайга в Монголия. Протича през Дархатската котловина, завива на запад и навлиза на територията на Русия под името Кизил Хем. При 238 km на река Малък Енисей (Ка Хем) приема идващата отляво река Балъктъг Хем и двете заедно дават началото на същинската река Малък Енисей.
Река Шишгид Гол се образува от сливането на двете съставящи я реки Мунгарат Гол (лява съставяща) и Гунин Гол (дясна съставяща), на 1611 m н.в., водещи началото си от югозападния склон на хребета Улаан Тайга в Монголия, аймак Хьовсгьол. След образуването си Шишгид Гол тече на север през Дархатската котловина, преминава през езерото Доод-Цагаан-Нуур и завива на запад. При устието на левия си приток река Бусийн Гол изцяло навлиза в руска територия вече под името Кизил Хем. При 238 km на река Ка Хем приема идващата отляво река Балъктъг Хем и двете заедно дават началото на същинската река Малък Енисей (Ка Хем). След село Сариг Сеп реката излиза от планините и навлиза в източната част на Тувинската котловина. В северната част на град Кизил, столицата на Република Тува, на 619,5 m н.в. се съединява с идващата отдясно река Голям Енисей (Бий Хем) и двете заедно дават началото на голямата река Енисей.
Водосборният басейн на Малък Енисей обхваща площ от 58 700 km2, което представлява 2,28% от водосборния басейн на река Енисей и във водосборния ѝ басейн на попадат части от териториите на аймака Хьовсгьол в Монголия и Република Тува в Русия.
Границите на водосборния басейн на реката са следните:
- на север – водосборния басейн на река Голям Енисей (Бий Хем, дясна съставяща на Енисей);
- на североизток – водосборния басейн на река Ангара, десен приток на Енисей;
- на изток и югоизток – водосборния басейн на река Селенга, вливаща се в езерото Байкал;
- на юг – водосборния басейн на река Тес-Хем, вливаща се в езерото Убсу Нур.

Река Малък Енисей получава множество притоци, като 6 от тях (само на руска територия) са дължина над 100 km. По-долу са изброени всичките тези реки, за които е показано на кой километър по течението на реката се вливат, дали са леви (→) или (←), тяхната дължина, площта на водосборния им басейн (в km2) и мястото където се вливат.
- 339 → Бусийн Гол 129 / 2380
- 331 ← Белин 130 / 3200
- 238 → Балъктъг Хем 377 / -
- 179 → Улуг Шивей 117 / 1470, при село Ужеп
- 114 → Бурен 156 / 6010, при село Уст Бурен
- 106 ← Дерзиг 109 / 1620, при село Дерзиг акси

Подхранването на реката е смесено, но преобладава снежното и ледниковото. Пълноводието е през пролетта и лятото – от май до август, като максимумът е през юни по време на топенето на снеговете и ледовете в околните планини. През лятото оттокът постепенно намалява, но остава значителен за сметка на продължаващото топене на ледниците. Започвайки от септември оттока на Малък Енисей намалява значително и по време на заледяването от ноември до април оттокът е минимален. Среден годишен отток в устието, при град Кизил 410 m3/s, минимален 96 m3/s (март), максимален 1024 m3/s (юни). По време на пролетното пълноводие и продължителните летни дъждовни периоди (май-юли) за реката са характерни мощни наводнения, които заливат обработваеми земи, гори покрай течението, населени места и пътища. Последни такива големи наводнения са наблюдавани през 1998, 2004, 2007 и 2010 г.
Средномесечен отток на река Малък Енисей (в m3/s), при хидрометрична станция Кизил за периода 1974 – 1999 г.
По течението на реката в Монголия има само едно населено място – село Цагааннуур, а в Република Тува няколко села, в т.ч. Сариг Сеп (районен център), селището от градски тип Каа Хем (районен център) и в устието – град Кизил, столицата на Република Тува
До 1992 г. Малък Енисей е бил плавателен за малки съдове до село Сизим, но поради намаляването на водното количество и изграждането на нисък шосеен мост при село Кок Тей корабоплаването е прекратено.